# Bactrocera cucumis
Bactrocera cucumis
 es una especie de díptero del género Bactrocera, familia Tephritidae. French lo describió por primera vez en 1907.
En Australia es una plaga del pepino.